# Майалап
Майалап (каз. Майалап) — село в Костанайском районе Костанайской области Казахстана. Входит в состав Надеждинского сельского округа. Находится примерно в 62 км к северу от центра города Костаная. Код КАТО — 395453200.

## Население
В 1999 году население села составляло 234 человека (123 мужчины и 111 женщин). По данным переписи 2009 года, в селе проживало 65 человек (35 мужчин и 30 женщин).